# Ultra Large Crude Carrier

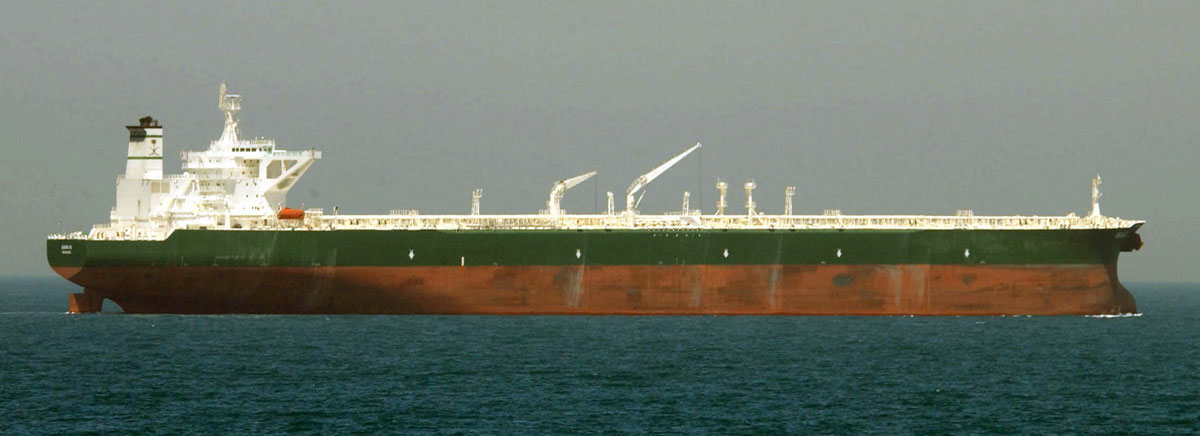
LAb Qaiq ULCC все ще активний.

Ultra Large Crude Carrier, ULCC українською дослівно (укр. Надвеликий нафтовий танкер) — клас суден що описує танкери-гіганти, дедвейт яких перевищує 320 000 тонн, менші суда є VLCC.
Всього було побудовано трохи більше сотні кораблів такого розміру; лише деякі з них все ще діють, оскільки після нафтової кризи 1970-х років більшість з них було знесено. Найбільшим був Seawise Giant, найбільша рухома споруда, коли-небудь створена людиною. Це судно було утилізоване в Аланг у 2009 році.

## Специфічне обладнання для танкерів
Танкери мають на борту насоси для вивантаження (морською мовою — «розвантаження» «entladen») вантажу. Зазвичай це відцентрові насоси, розташовані або в кожному танкері, або в центральному насосному відділенні. Звідти вантаж перекачується трубопроводами до з'єднувальної станції, де він передається одержувачу.
Операції завантаження і розвантаження контролюються вантажним комп'ютером, який визначає рівні в танках і, таким чином, розраховує сили, що діють на судно.
Багато речовин, що перевозяться, можуть утворювати вибухонебезпечну атмосферу через присутність кисню в земній атмосфері. Щоб запобігти пожежам і вибухам, атмосферу в цистернах знижують до рівня, нижчого за граничну концентрацію кисню у вантажі, заповнюючи її інертним газом. Таким чином, цистерни є газонепроникними в конструктивно визначених рамках. Інертним газом може бути спеціально підготовлений газ згоряння (вихлопні гази), що виробляється на судні, але також може використовуватися будь-який інший газ, який не утворює реакційноздатної суміші з відповідним вантажем. Найчастіше використовується азот, оскільки він вже присутній у високих концентраціях в атмосфері Землі та може бути легко відділений від неї на місці за допомогою газорозподільної установки. Системи інертних газів передбачені SOLAS для суден, розмір яких перевищує певний розмір.
Щоб запобігти пошкодженню через надлишковий або недостатній тиск у вантажній цистерні, на ній встановлені відповідні запобіжні клапани, які відкриваються в атмосферу в разі перевищення граничних значень. Зміна тиску викликана, зокрема, тепловим розширенням вантажу і випаровуванням рідкої фази до тих пір, поки не буде досягнутий тиск насичених парів. Під час розвантаження тиск в танку підтримується стабільним шляхом введення інертного газу, який або виробляється на борту, або повертається на судно системою витіснення газу з вантажного танка, що приймає вантаж.
Додаткове обладнання для забезпечення безпеки включає систему виявлення газу, яка контролює зони, прилеглі до вантажних танків, стаціонарну систему пожежогасіння на палубі та обладнання для аварійного буксирування, яке є обов'язковим для всіх танкерів дедвейтом понад 20 000 водотоннажних тонн.